# Echinopsis peruviana
Echinopsis peruviana (syn. Trichocereus peruvianus) — быстрорастущий кактус, произрастающий в Эквадоре и Перу на западных склонах Анд на высоте от 2000 до 3000 метров над уровнем моря.

## Описание
Trichocereus peruvianus растёт в андских горных пустынях Перу и Эквадора. Внешне похож на кактус Сан-Педро (Echinopsis pachanoi), который растёт в тех же местах. 
Растение голубовато-зелёного цвета, с матовыми стеблями и широкими закруглёнными рёбрами, имеет большие белые цветы. Кактус может вырасти до 3-6 метров высотой, со стеблями до 8-18 см в диаметре. В естественной среде растёт небольшими группами.

## Использование и культивация
Известно использование данного кактуса на северном побережье Перу монахами доинковской культуры, известной как чавин (900 до н.э. до 200 г. до н.э.). Они варили из него «ахуму» ("achuma"), используя данный напиток во время ритуальных церемоний для диагностики причин болезни пациента.
Echinopsis peruviana размножается черенками или семенами . Выдерживает яркий свет, но жара на открытом солнце пагубно влияет на растение.
USDA зона морозостойкости: 10-12

## Подвиды и разновидности
Echinopsis peruviana ssp. puquiensis (Rauh & Backeb.) C.Ostolaza Nano

### Разновидности
Ниже приведены некоторые разновидности Echinopsis peruviana (несистематические названия): 
- var. ancash (KK1688), Регион Анкаш, северо-запад Перу.
- var. ayacuchensis (KK2151), юго-запад Перу.
- var. cuzcoensis (KK340), Уачак, Куско, юго-восток Перу.
- var. (H14192), Хантингтон, США.
- var. huancabamba, Пьюра, северо-запад Перу.
- var. huancavelica (KK242a), западная центральная часть Перу.
- var. huancayo (KK338), западная центральная часть Перу.
- var. huaraz (KK2152), Анкаш, северо-запад Перу.

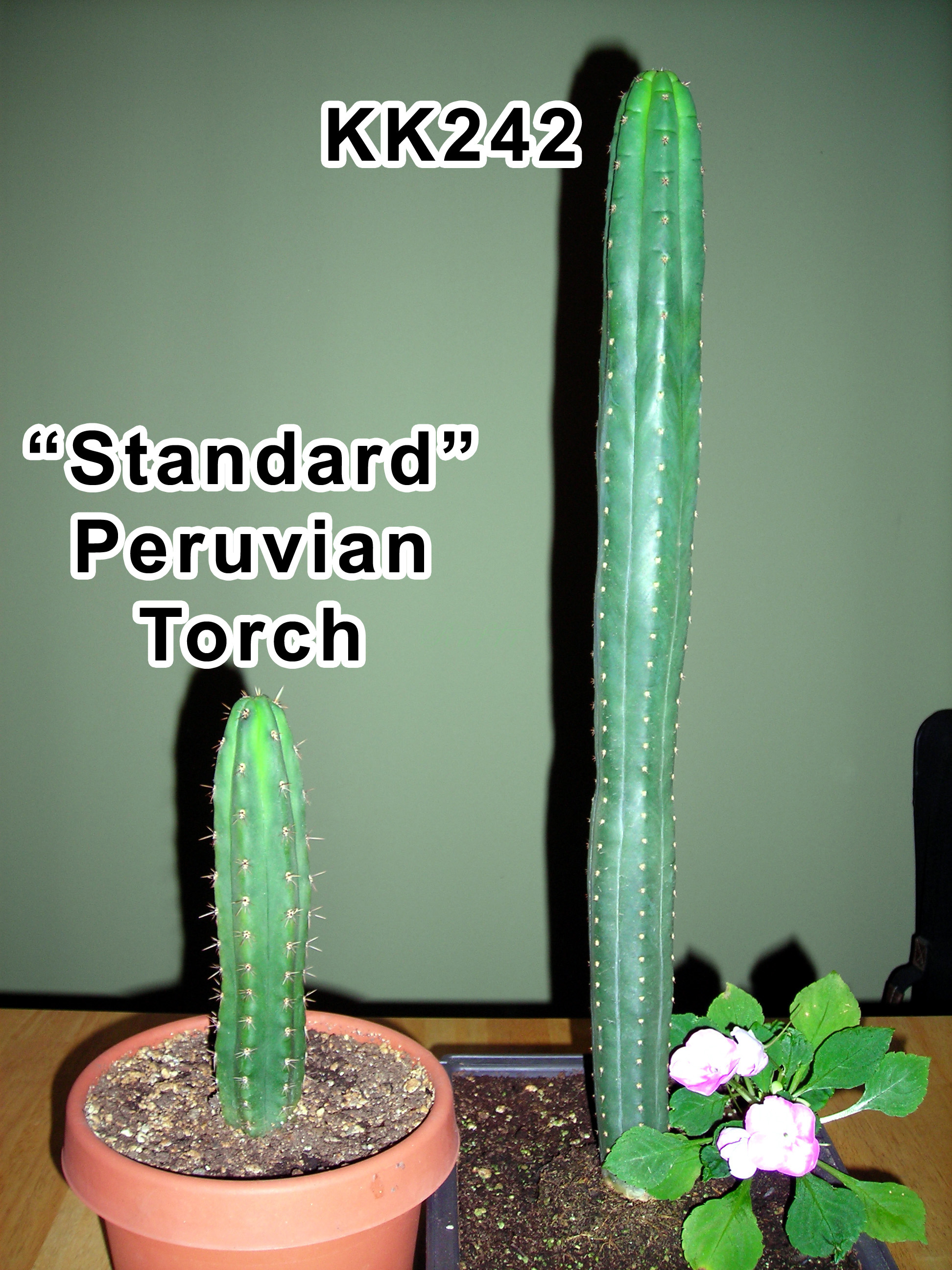
KK242 и стандартный Echinopsis peruviana

- var. matucana (KK242) Лима, западная центральная часть Перу.
- var. puquiensis (KK1689), Пукио, Апуримак, юго-запад Перу.
- var. Rio Lurin (KK2147), Рио Римак, Лима, западная центральная часть Перу.
- var. tarmensis (KK2148), Тарма, Хунин, западная центральная часть Перу.
- var. trujilloensis, Трухильо, северо-запад Перу.